# کیچیک باراخوم
کیچیک باراخوم (به لاتین: Kiçik Baraxum) یک منطقه مسکونی در جمهوری آذربایجان است که در شهرستان خاچماز واقع شده‌است.